# Енергозбереження засобами електроприводу
Енергозбере́ження за́собами електропри́воду
ПЕРШИЙ ШЛЯХ стосується найпростішого некерованого масового електропривода і полягає в удосконаленні процедури вибору двигуна для конкретної технологічної устави з метою дотримання номінального теплового режиму двигуна при експлуатації.
Постановка задачі — двигун заниженої потужності швидко виходить з ладу, а двигун завищеної потужності перетворює енергію неефективно, тобто з високими питомими втратами в самому двигуні (низький ККД) і в мережі живлення (низький cos φ). Розв'язання задачі не завжди елементарне, часті помилки, а оскільки найпростіших електроприводів мільйони, то можливі великі збитки. У випадках, коли навантаження незмінне, помилки викликані лише низькою кваліфікацією проектувальників (двигун вибирали за діаметром вала). Коли навантаження змінюється, вибір виявляється значно складнішим, що додатково ускладнюється недостатністю вихідної інформації, паспортних і каталожних даних.
В окремих підгалузях промисловості аварійність електродвигунів коливається від 20 до 60 — 70 % на рік, причому зазначені показники відрізняються навіть у випадку однотипних підприємств чи виробництв. Характерно, що при загальному спаді виробництва кількість аварійних відмовлень машин не зменшується, а зростає.
З урахуванням недовантаження електричних машин у нормальному технологічному режимі на 20 — 25 % і зниженні продуктивності в 2,5 — 3 рази, витрати на ремонт двигунів (при напрацюванні на відмову 4 000 годин) впритул наближаються до вартості електроенергії, що спожив би двигун за час експлуатації між двома ремонтами за умови, що ціна 1 кВт год знаходиться на рівні 0,13—0,15 грн. З урахуванням транспортних та інших витрат, пов'язаних з аварійним виходом двигунів з ладу, питомі витрати на ремонт наближаються до відповідного показника для нових заводських машин.
ДРУГИЙ ШЛЯХ підвищення економічності масового нерегульованого електропривода — перехід на енергозбережні двигуни і двигуни поліпшеної конструкції, спеціально призначені для роботи з регульованим електроприводом.
В енергозберігаючих двигунах за рахунок збільшення маси активних матеріалів (заліза і міді) підвищені номінальні значення ККД і cos . Енергозберігаючі двигуни використовуються, наприклад, у США, і дають ефект при постійному навантаженні. Доцільність застосування енергозберігаючих двигунів повинна оцінюватися з урахуванням додаткових витрат, оскільки невелике (до 5 %) підвищення номінальних ККД і cos φ досягається за рахунок збільшення маси заліза на 30—35 %, міді на 20—25 %, алюмінію на 10—15 % і в цілому двигуна на 25—30 % відносно звичайних двигунів.
Очікується зміна методик проектування двигунів, що відповідають їх застосуванню в складі саме регульованого електропривода. Насамперед це стосується асинхронного двигуна, для якого відмова від традиційних вимог фіксованої амплітуди і частоти мережі живлення, прямого вмикання в мережу живлення, забезпечення заданої перевантажувальної здатності призводить до істотної зміни конструкції і різкого поліпшення характеристик. 
Тенденції напряму
Змінюється методика проектування типів двигунів, розширюється їх номенклатура. Очевидно, варто очікувати різкого, вибухового поліпшення характеристик по-новому спроектованих двигунів для регульованого електропривода, і відповідного коригування вимог до систем керування. Так прогнозується зростання частоти живлення двигунів у регульованому електроприводі до 500—1 000 Гц і вище та зниження індуктивностей обмоток.
Спостерігається зростання випуску електропривода із синхронними двигунами зі збудженням від постійних магнітів (так званий безконтактний вентильний двигун (ВД) постійного струму). Ці двигуни мають найкращі масогабаритні показники. Серед інших типів двигунів виділимо індукторний двигун (англ. Switch Reluctance Motor), розроблений і активно пропонується в останні роки. Як стверджують розробники, його характеристики поліпшені, що в комбінації зі спрощеним силовим перетворювачем дозволяє сподіватися на його масове застосування.
Перспективним є також синхронно-реактивний двигун, що за прогнозами матиме масогабаритні показники, які лежать у проміжку між відповідними рекордними значеннями синхронного й асинхронного двигунів, а за енергетичною ефективністю, можливо, перевершує їх, причому при нижчій вартості. Реактивні вентильні двигуни спрощують схеми комутаторів і якірних обмоток. При оптимізації кута випередження інвертора можна домогтися збільшення моменту і ККД привода. Існує оптимальний кут випередження в залежності від частоти обертання. Збільшення ККД досягається також за рахунок відповідного скорочування кроку обмотки.
ТРЕТІЙ ШЛЯХ полягає в усуненні проміжних передач.
Суть проблеми полягає в тім, що електрична енергія доступна на фіксованій частоті (50 Гц), а механічна енергія потрібна в широкому спектрі частот (швидкостей). Методи, розроблені багато років тому для вирішення цієї проблеми, використовують дорогі системи, двигун чи механічні регулятори.
До складу узагальненої схеми електропривода входять — перетворювач чи механічний регулятор (коробки швидкостей, муфта ковзання), муфта, редуктор і робочий орган, що є частиною робочої машини.
ЧЕТВЕРТИЙ ШЛЯХ полягає в економії електроенергії робочими установками і механізмами за рахунок підвищення ефективності виконання технологічного процесу.
Промислові підприємства вимагають підвищення ефективності роботи технологічних устав і механізмів, особливо вугільні шахти, які є великими споживачами електричної енергії зі складним електроенергетичним господарством. Встановлена потужність окремих електроприймачів шахт складає десятки тисяч кіловат при річному споживанні електроенергії в десятки і навіть сотні мільйонів кіловат-годин, одинична ж потужність окремих машин досягає кількох тисяч кіловат.
Економія електроенергії установками і механізмами за рахунок підвищення ефективності виконання технологічного процесу містить у собі такі основні заходи:
- узгодження режимів роботи установки при зміні навантаження;
- підвищення ККД устави;
- регулювання продуктивності устави;
- виконання оптимальної циклограми й упорядкування графіка навантажень;
- забезпечення нормованого завантаження (для підіймальних машин, конвеєрів і т. д.);
- контроль стану технологічної устави;
- застосування нових видів електропривода;
- організаційні заходи.

П'ЯТИЙ ШЛЯХ полягає у виборі раціональних режимів роботи й експлуатації електропривода.
Сюди входять:
- вибір раціонального способу і діапазону регулювання швидкості електропривода в залежності від технологічних умов роботи машин і механізмів;
- вибір раціонального способу регулювання швидкості в залежності від характеру зміни навантаження;
- підвищення завантаження робочих машин;
- виключення режиму неробочого ходу;
- зниження напруги на затискачах двигуна;
- мінімізація струму і втрат енергії АД при зміні навантаження;
- оптимізація динамічних режимів;
- використання синхронної машини як компенсатора реактивної потужності;
- використання акумуляторів енергії.

Необхідність вивчення технологічного режиму робочої машини є основою для можливого комплексу заходів, що забезпечують ефективність енергозбереження. При цьому мова може йти як про регулювання швидкості технологічного агрегату, так і про його керованість. Під терміном «керованість» розуміється можливість зміни параметрів технологічного режиму за рахунок інших методів впливу, у тому числі і найпростіших — періодичних пусків і зупинок.
ШОСТИЙ ШЛЯХ полягає у виборі раціонального типу електропривода для конкретної технологічної устави і переході від нерегульованого електропривода до регульованого. Він припускає виконання таких операцій:
- аналіз технологічного процесу, умов експлуатації і, у результаті, розробка технічних вимог до електропривода;
- вибір перспективних варіантів систем електроприводів, їх техніко-економічне порівняння і вибір раціонального типу електропривода;
- розрахунок системи електропривода, у тому числі встановленої потужності і розробка системи керування;
- розробка конструкторської документації.

Удосконалювання технологічних процесів і автоматизація виробництва пов'язані з застосуванням регульованого електропривода. Застосування регульованого електропривода сприяє вирішенню задач по забезпеченню оптимальних режимів роботи механізмів, зниженню собівартості і підвищенню якості продукції, що випускається, зростанню продуктивності праці, підвищенню ефективності використання енергії, надійності і терміну служби устаткування.
СЬОМИЙ ШЛЯХ полягає в поліпшенні якості електроенергії засобами силової перетворювальної техніки регульованого електропривода.
Регульований електропривод при роботі впливає на мережу електропостачання, що виражається в зниженні коефіцієнта потужності на вході перетворювача, коливаннях напруги в мережі і спотворенні синусоїдальної форми напруги.
Зниження коефіцієнта потужності збільшує реактивну потужність системи електропостачання, що призводить до додаткових втрат напруги й енергії і вимагає збільшення пропускної здатності її елементів.
В електричних мережах підприємства із сучасним устаткуванням вентильні перетворювачі знаходять усе ширше застосування. Питома вага нелінійних навантажень безупинно зростає. В цих умовах рівень вищих гармонік у кривій напруги мережі нерідко досягає 10—15 %.